# Маћанске плоче
Маћанске плоче су камене плоче које се користе за кровне прекривке кућа и других објеката. Камен се вековима експлоатише у мајданима Западне Србије, посебно у селу Маће, по коме је и добио име. Квалитет и структура камена, као и специфичан облик "листова" или равних плоча, довео је до тога да се ова сировина, уз вештине мајстора, одржала до данашњих дана. Израда и употреба маћанских плоча уврштени су 22. новембра 2022. године на листу Нематеријалног културног наслеђа Србије.

## Историја
Камен је један од најстаријих грађевинских материјала. Због својих физичко-механичких особина имао је велику примену у градитељству старих цивилизација, које су за собом оставиле многе импозантне објекте. У подручју централне и западне Србије, посебно у областима Ивањице, Ариља, Лучана, Златибора, Нове Вароши, Новог Пазара, Сјенице и Тутина вековима се користио камени шкриљац, погодан за обликовање равних плоча за покривање кровова. Камен се вадио из мајдана ручним алатима, а поступак је захтевао посебне вештине, како би се очувала плочаста структура.  Посебну вештину захтева постављање ових плоча. То је посебна техника бушења и закивања. Јачина и брзина удара при отварању рупа за ексере мора се прецизно одредити, јер у противном плоча пуца. 
За маћанске плоче, којима су се некада покривале куће, знало се широм бивше Југославије. Шездесетих и седамдесетих година одвожене су тоне те плавичасто сиве камене масе, која је служила за покривање кровова. Постављање ових камених кровова некада је био уносан посао и преносио се с колена на колено. Данас нема много посла, јер се овај начин покривања кровова ретко користи у пракси. Употреба камена значајно је опала услед појаве савремених грађевинских материјала. С обзиром на то да су камене плоче прилично скуп кровопокривачки материјал и да су прилично тешке, данас постоји велики избор вештачких плоча које подсећају на камене. Оне су јефтиније, лакше и прецизно су обрађене па их је лакше поставити, али нису трајне као природне камене плоче.  Упркос томе ипак има младих људи заинтересованих да науче овај занат, а знање и вештине им преносе малобројни стари мајстори.

## Нематеријално културно наслеђе
На предлог Општине Ивањица и Туристичке организације Ивањица, израда и употреба маћанских плоча уврштени су на листу Нематеријалног културног наслеђа Србије 2022. године. 